# Viktoria Mullova
Viktoria Yurievna Mullova (englische Transkription; russisch Виктория Юрьевна Муллова, deutsche Transkription Wiktorija Jurjewna Mullowa; * 27. November 1959 in Schukowski, Oblast Moskau) ist eine der bedeutenden Violinistinnen der Gegenwart.

## Leben
Viktoria Mullova studierte an der Moskauer Zentralschule für Musik im Hauptinstrument Violine und setzte ihre Ausbildung bei Leonid Kogan am Moskauer Konservatorium fort. Internationale Aufmerksamkeit erlangte sie, als sie 1980 in Helsinki die International Jean Sibelius Violin Competition gewann. Beim Tschaikowsky-Wettbewerb 1982 erhielt sie die Goldmedaille. Viktoria Mullova flüchtete 1983 aus der Sowjetunion, indem sie auf Tournee in Finnland mit Hilfe des finnischen Journalisten Jyrki Koulumies im Auto nach Schweden floh, wo sie um politisches Asyl nachsuchte. Schon vier Tage später befand sie sich mit einem Visum in den USA. Dennoch zog sie zuerst nach Kanada und erst später in die USA, wo sie ihre internationale Karriere begann. 1994 gründete sie ihr eigenes Mullova Ensemble.
Mullova trat als Solistin mit fast allen bedeutenden Orchestern auf. Sie spielt die Stradivari „Jules Falk“ (1723); für das barocke, klassische und frühromantische Repertoire spielt sie eine mit Darmsaiten bezogene Guadagnini.

## Familie
Mullova lebt in London und ist mit dem Avantgarde-Cellisten Matthew Barley verheiratet, mit dem sie eine Tochter (Nadia) hat. Zwei weitere Kinder stammen aus anderen Beziehungen: eine Tochter (Katia) vom Violinisten Alan Brind und der Kontrabassist Misha Mullov-Abbado vom Dirigenten Claudio Abbado.

## Auszeichnungen
- 1990: Premio Bacco dei Borbone, Festival della Valle d’Itria

## Diskografie
- 1989: Stravinsky/Ravel/Prokofiev : Divertimento/Sonate für Violine und Klavier/Sonate in D für Violine und Klavier, Bruno Canino Klavier; Philips 426 254-2
- 1991: Felix Mendelssohn: Violinkonzerte. Academy of St. Martin in the Fields, Dirigent: Sir Neville Marriner. Philips 4320772.
- 1992: Johannes Brahms: Violinkonzert D-Dur, op. 77. Live mit den Berliner Philharmonikern, Dirigent: Claudio Abbado. Philips (Universal) 438 998-2.
- 2000: Through the looking glass. Philips 464 184-2.
- 2003: Beethoven, Mendelssohn. Violin Concertos. Orchestre Révolutionnaire et Romantique, Dirigent: Sir John Eliot Gardiner.
- 2006: Antonio Vivaldi: Die vier Jahreszeiten, Chamber Orchestra of Europe, Dirigent: Claudio Abbado. Eloquence (DECCA) 0289 442 8722 6.
- 2007: Johann Sebastian Bach: Violinsonaten BWV 1014-1019,1021 u.a. mit Ottavio Dantone (Cembalo). Onyx 4020.
- 2009: Johann Sebastian Bach: 6 Solo Sonatas & Partitas. Onyx 4040.
- 2010: Ludwig van Beethoven: Violinsonaten Nr. 3 op.12,3 und Nr. 9 op.47. Piano: Kristian Bezuidenhout. Onyx 4050 (Codaex)[4]
- 2014: Stradivarius in Rio (mit  Matthew Barley, Paul Clarvis u. a.)

## Filmografie
- Zwischen Perfektion und Freiheit. Die Geigerin Viktoria Mullova. Dokumentarfilm, Deutschland, 2004, 52 Min., Regie: Claudia Willke, Produktion: RBB, SWR, Erstausstrahlung: 18. Juni 2005 bei arte, Inhaltsangabe von arte, Filmdaten.

## Belege
1. ↑   Geschichte der Flucht (Memento vom 22. Februar 2014 im Internet Archive), Helsingin Sanomat, 14. September 2008 (engl.)
2. ↑  http://www.iltasanomat.fi/kotimaa/art-1288336055304.html
3. ↑  Ian Phillips: Reflections to Mullova. In: Evening Standard. 7. Juli 2000, archiviert vom Original am 5. Juni 2011; abgerufen am 1. Februar 2014.
4. ↑  Hier wird nicht gezaubert. Beethoven mit Alina Ibragimova und Viktoria Mullova. In: FAZ. 17. Juli 2010, S. 37, abgerufen am 1. Februar 2014.

| Personendaten    | Personendaten                                            |
| ---------------- | -------------------------------------------------------- |
| NAME             | Mullova, Viktoria                                        |
| ALTERNATIVNAMEN  | Mullowa, Wiktorija; Муллова, Виктория Юрьевна (russisch) |
| KURZBESCHREIBUNG | russische Geigerin                                       |
| GEBURTSDATUM     | 27. November 1959                                        |
| GEBURTSORT       | Schukowski, Oblast Moskau                                |